# Peter Tosh
Peter Tosh, vlastním jménem Winston Hubert McIntosh (19. října 1944 – 11. září 1987) byl jamajský zpěvák, skladatel, kytarista a rastafarián. Spolu s Bobem Marleym a Bunnym Wailerem tvořil jádro skupiny The Wailers. Proslavily ho skladby jako „Legalize It“, která se stala hymnou zastanců legalizace marihuany, ale i „Feel No Way“ a předělávka „Johnny B. Goode“ od Chucka Berryho.
Zemřel roku 1987, kdy byl zastřelen během přepadení v jeho domě na Jamajce.

## Diskografie

### Studiová alba

#### The Wailers
- The Wailing Wailers (1965)
- Soul Rebels (1970)
- Soul Revolution (1971)
- Soul Revolution Part II (1971)
- The Best of The Wailers (1972)
- Catch a Fire (1973)
- Burnin' (1974)
- Rasta Revolution (1974)

#### Sólo
- Legalize It (1975)
- Equal Rights (1977)
- Bush Doctor (1978)
- Mystic Man (1979)
- Wanted Dread And Alive (1981)
- Mama Africa (1983)
- No Nuclear War (1987)